# Историјат медицинске употребе конопље
Конопља се као лек употребљава преко 5000 година. 2740. п. н. е. је забележена прва употребе конопље као лека у Кини. Хербаријум кинеског цара Шен Нунга конопљу спомиње као биљку која може бити делотворна у лечењу маларије и констипације.
Крајем 19. века, након 40-ак година релативно интезивног интересовања за истраживање конопље у лечењу различитих болести, њену медицинску употребу потискује убрзани развој синтетички деривисаних лекова.
У медицини, конопља се најчешће употребљава против стреса, губитка апетита, мучнине изазване хемотерапијом, ублажавања последица тешких болести, итд.